# (2163) Korczak
(2163) Korczak es un asteroide perteneciente al cinturón de asteroides, descubierto el 16 de septiembre de 1971  por el equipo del Observatorio Astrofísico de Crimea desde el Observatorio Astrofísico de Crimea (República de Crimea). 

## Designación y nombre
Designado provisionalmente como 1971 SP1. Fue nombrado Korczak en honor al polifacético doctor polaco Janusz Korczak.